# حشره‌خوار نگو
 حشره‌خوار نگو (نام علمی: Crocidura ramona) نام یک گونه از سرده حشره‌خوارهای دندان‌سفید است.